# Les Élues
Pour plus de détails, voir Fiche technique et Distribution.
Les Élues (en espagnol : Las elegidas) est un film dramatique mexicain de 2015 réalisé par David Pablos (es). Il a été projeté dans la section Un Certain Regard du Festival de Cannes 2015,. Le film a été nommé sur la liste restreinte pour l'entrée du Mexique pour l'Oscar du meilleur film en langue étrangère lors de la 89e cérémonie des Oscars.

## Synopsis
Les adolescents Ulysis (Oscar Torres) et Sofia (Nancy Talamantes) sont en couple. Il est révélé qu'Ulysis est préparé par sa famille pour piéger ses jeunes maitresses dans le réseau de prostitution qui forme l'entreprise de sa famille. Tombé amoureux de Sofia, sa première amante, Ulysis mène un combat sans succès pour éviter qu'elle ne soit exploitée. Son père n'accepte de libérer Sofia que lorsqu'Ulysis recrute une autre jeune fille pour la remplacer au bordel. Ainsi, il se prépare à piéger sa prochaine victime.
Pendant ce temps, Sofia est contrainte à l'esclavage sexuel et perd espoir après avoir vu que sa possibilité de s'échapper est très mince. Par hasard, elle rencontre un bon samaritain se faisant passer pour un client qui envisage de l'aider à s'échapper ; mais avant qu'elle ait une chance d'agir, Ulysis arrive et emmène Sofia vivre avec lui après avoir forcé une autre fille, Marta, à prendre sa place.
Sofia est alors forcée par la famille d'Ulysis de rester avec lui en tant que « sauveur » et dit qu'elle aidera à s'occuper des enfants de la maison (dont certains sont des otages parce qu'ils sont les enfants d'autres femmes asservies). Sofia est traumatisée par les horribles abus qu'elle a subis et n'est pas la même fille insouciante dont se souvient Ulysis. Elle se rend également compte qu'une autre fille a été piégée par Ulysis en tant que remplaçante et se débat avec cette pensée. Ulysis semble être chagriné par ce qui s'est passé, mais il ne fait aucun effort pour la libérer. Le film se termine avec Sofia et Ulysis lors d'une sortie trompeusement normale avec la famille d'Ulysis ; Sofia est assise silencieusement dans la peur en face d'Ulysis.

## Fiche technique
- Titre français : Les Élues
- Titre original : Las elegidas
- Réalisation : David Pablos (es)
- Scénario : David Pablos (es)
- Société de production : Canana Films (es)
- Pays de production :  Mexique
- Date de sortie :
  - France : 18 mai 2015 (Festival de Cannes 2015) ; 20 janvier 2016 (sortie nationale)
  - Mexique : 22 avril 2016

## Distribution
- Nancy Talamantes : Sofía
- Óscar Torres : Ulises
- Leidi Gutiérrez : Martha
- José Santillán Cabuto : Héctor
- Edward Coward : Marcos
- Susana Pérez : Karla
- Gisela Madrigal : Paula
- Jorge Calderón
- Yesenia Meza : Fabiola
- Francisca Ávila

## Accueil critique
Le film a été bien accueilli par la critique. L'agrégateur de critiques Rotten Tomatoes rapporte que 85% des 26 critiques ont donné au film une critique positive, pour une note moyenne de 8/10.